# جان دولان (بازیکن فوتبال، زاده ۱۹۷۴)
جان دولان (انگلیسی: John Doolan؛ زادهٔ ۷ مهٔ ۱۹۷۴) بازیکن فوتبال اهل بریتانیا است.
از باشگاه‌هایی که در آن بازی کرده‌است می‌توان به باشگاه فوتبال منزفیلد تاون، باشگاه فوتبال دونکستر راورز، باشگاه فوتبال بلکپول، باشگاه فوتبال روچدیل، باشگاه فوتبال ساوتپورت، باشگاه فوتبال اورتون، و باشگاه فوتبال بارنت اشاره کرد.